# Кубок Німеччини з футболу 1980—1981
Кубок Німеччини з футболу 1980—1981 — 38-й розіграш кубкового футбольного турніру в Німеччині, 29 кубковий турнір на території Федеративної Республіки Німеччина після закінчення Другої світової війни. У кубку взяли участь 128 команд. Переможцем кубка Німеччини втретє став Айнтрахт (Франкфурт-на-Майні).

## Третій раунд
| Команда 1                     | Рахунок | Команда 2                         |
| ----------------------------- | ------- | --------------------------------- |
| 22 листопада 1980             |         |                                   |
| Зігбургер (3)                 | 1:2 дч  | Ольденбург (2)                    |
| Бюнде (3)                     | 1:7     | Боруссія (Менхенгладбах)          |
| Вюргес-1920 (Бад-Камберг) (3) | 0:1     | Оснабрюк (2)                      |
| Шварц-Вайс (Ессен) (3)        | 1:2     | Баєр 05 Юрдінген                  |
| Фрайбург (2)                  | 2:1 дч  | Гессен (Кассель) (2)              |
| Аугсбург (2)                  | 1:3     | Вердер (2)                        |
| Кайзерслаутерн                | 2:1     | Баварія                           |
| Штутгарт                      | 2:0     | Нюрнберг                          |
| Фортуна (Дюссельдорф)         | 3:0     | Боруссія (Дортмунд)               |
| Айнтрахт (Франкфурт-на-Майні) | 3:0     | Ульм 1846 (2)                     |
| Айнтрахт (Брауншвейг) (2)     | 3:2     | Штутгартер Кікерс (2)             |
| Герта (Західний Берлін) (2)   | 4:1     | Дармштадт 98 (2)                  |
| Алеманія (Аахен) (2)          | 5:2     | Фрайбургер (2)                    |
| Гамбург                       | 11:0    | Рот-Вайс (Франкфурт-на-Майні) (3) |
| Кікерс (Оффенбах) (2)         | 1:1 дч  | Атлас (Дельменгорст) (3)          |
| 23 листопада 1980             |         |                                   |
| Франкфурт (2)                 | 1:2     | Бохум                             |
| 20 грудня 1980 (перегравання) |         |                                   |
| Атлас (Дельменгорст) (3)      | 2:1     | Кікерс (Оффенбах) (2)             |

## Четвертий раунд
| Команда 1                   | Рахунок | Команда 2                     |
| --------------------------- | ------- | ----------------------------- |
| 31 січня 1981               |         |                               |
| Ольденбург (2)              | 4:5     | Айнтрахт (Франкфурт-на-Майні) |
| Гамбург                     | 4:1     | Бохум                         |
| Фортуна (Дюссельдорф)       | 2:0     | Вердер (2)                    |
| Оснабрюк (2)                | 1:3     | Штутгарт                      |
| Боруссія (Менхенгладбах)    | 6:1     | Атлас (Дельменгорст) (3)      |
| 3 лютого 1981               |         |                               |
| Айнтрахт (Брауншвейг) (2)   | 1:0     | Фрайбург (2)                  |
| 10 лютого 1981              |         |                               |
| Герта (Західний Берлін) (2) | 5:1     | Баєр 05 Юрдінген              |
| Кайзерслаутерн              | 3:0     | Алеманія (Аахен) (2)          |

## Чвертьфінали
| Команда 1                     | Рахунок | Команда 2                |
| ----------------------------- | ------- | ------------------------ |
| 28 лютого 1981                |         |                          |
| Герта (Західний Берлін) (2)   | 2:1     | Фортуна (Дюссельдорф)    |
| Айнтрахт (Брауншвейг) (2)     | 4:3 дч  | Гамбург                  |
| Кайзерслаутерн                | 3:1     | Боруссія (Менхенгладбах) |
| Айнтрахт (Франкфурт-на-Майні) | 2:1     | Штутгарт                 |

## Півфінали
| Команда 1                     | Рахунок | Команда 2                   |
| ----------------------------- | ------- | --------------------------- |
| 4 квітня 1981                 |         |                             |
| Айнтрахт (Франкфурт-на-Майні) | 1:0     | Герта (Західний Берлін) (2) |
| Кайзерслаутерн                | 3:2     | Айнтрахт (Брауншвейг) (2)   |

## Фінал
| 2 травня 1981 16:00 (CET) |

| Айнтрахт (Франкфурт-на-Майні)             | 3:1      | Кайзерслаутерн |
| ----------------------------------------- | -------- | -------------- |
| Нойбергер 38' Борхерс 40' Чха Бом Ґин 64' | Протокол | Геє 90'        |

| Неккарштадіон, Штутгарт Глядачів: 71 000 Арбітр: Горст Йоос |